# Heinz Grill
Heinz Grill (Wasserburg am Inn, 24 maggio 1960) è un alpinista e scrittore tedesco.

## Gli esordi
Ha iniziato ad arrampicare all'età di dodici anni. A diciassette anni ha percorso in solitaria la via Pumprisse sulla Fleischbank nel Wilder Kaiser, impresa che ha suscitato scalpore e scandalo, perché era la prima arrampicata solitaria della prima via delle Alpi ufficialmente valutata di VII° grado. In seguito a questa impresa (considerata dai tradizionalisti una provocazione perché ardita ma pericolosa), Heinz Grill è stato escluso dall'Alpenverein (Club Alpino) di Wasserburg. Tuttavia nel 1977 gli è stato assegnato il premio del Moschettone d’Oro proprio per le sue solitarie nel Wilder Kaiser.
Durante gli anni 1975 - 1990 ha arrampicato le vie di roccia in solitaria, senza corda e sicurezze. Tra queste si annoverano: nel Karwendel in Austria sulla Punta Laliderer la via Rebitsch, sul Pilastro Lalider la via Rebitsch; nel Gruppo di Sella sul Piz Ciavazes la via Soldà, le vie di Armando Aste (per esempio la Ezio Polo) sulla Marmolada, la Via Ideale, la via Canna d’Organo e la via Comici in Civetta; sullo Half Dome nello Yosemite la via Regular Route.
Durante questo periodo si è fatto conoscere come solitarista molto ardito.
Nel 1988 ha cominciato anche l'attività di scrittore; nel 2000 si è trasferito a vivere in Italia ad Arco, in Trentino.

## Gli anni recenti
Dal 2006 fino al mese di maggio 2023 ha aperto circa 100 itinerari nella Valle del Sarca in Trentino, che hanno aumentato l’infrastruttura di Arco e dei dintorni.

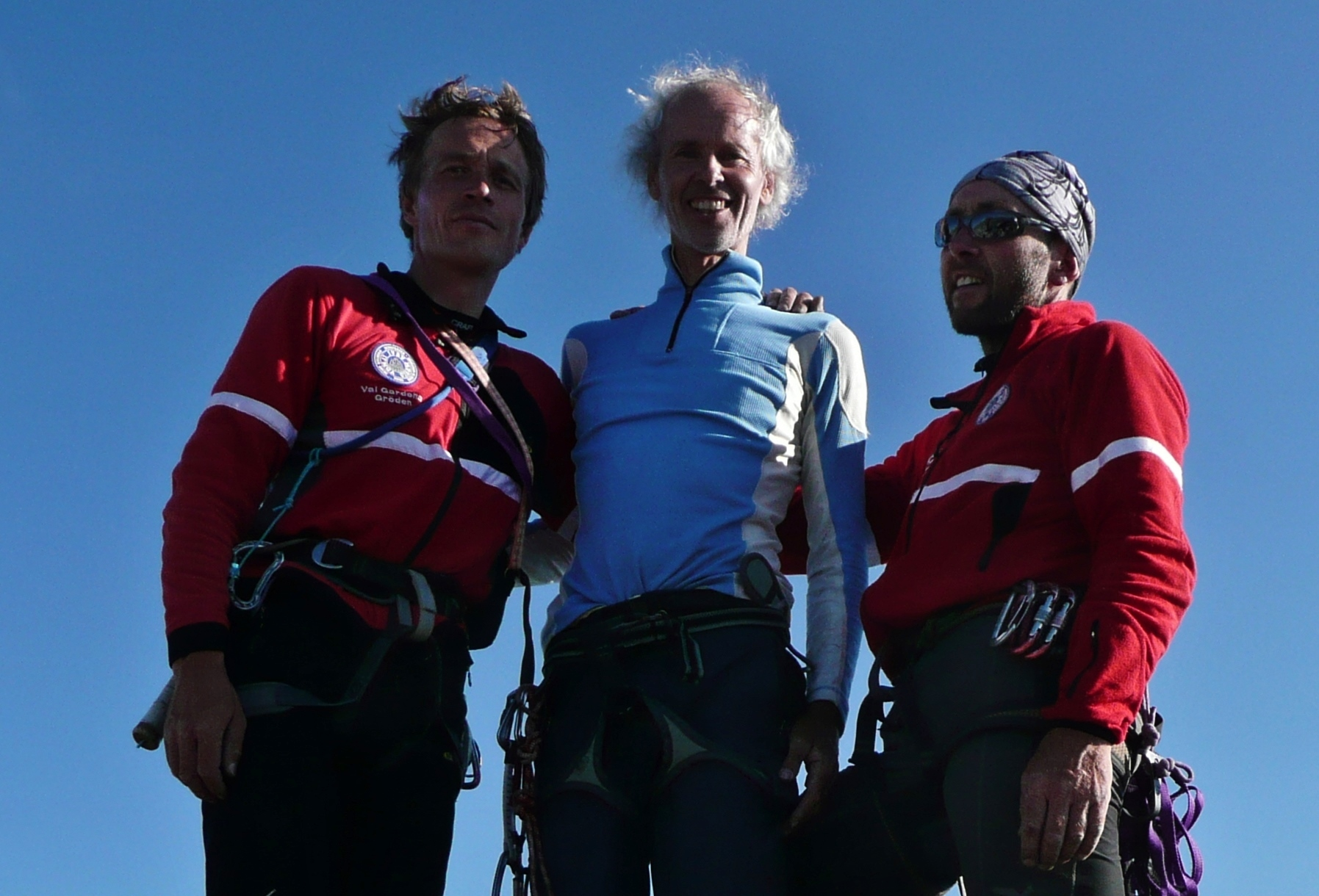
Dopo la prima salita del »Pilastro Massarotto« allo Spiz di Lagunàz / Dolomiti (da sinistra a destra: Ivo Rabanser, Heinz Grill e Stefan Comploi, 2011)

Nelle Dolomiti fino a maggio 2023 sono nate 64 nuove vie di roccia, per esempio nelle Pale di San Martino sulla Cima Immink la Via Internazionale e la Via Nuova, nelle Dolomiti di Brenta sul Croz dell'Altissimo la Via in Memoria di Samuele Scalet nelle Pale di San Lucano sullo Spiz di Lagunaz la via Pilastro Massarotto e la Via Collaborazione (premiata da Silla Ghedina la più bella via dolomitica del 2012), in Vallaccia e altre zone.
Le vie di Heinz Grill nella Valle del Sarca vengono definite vie ritmiche e hanno un carattere tra alpinistico e sportivo. Heinz Grill ha affermato che le vie sono state aperte dal basso in uno stile alpinistico, ma in seguito sono state “scolpite e create” mediante un grande lavoro di pulizia.
In Sicilia Heinz Grill ha aperto negli ultimi 10 anni 14 vie nella zona di Palermo, Capo Gallo.

## Critiche
L'opera alpinistica di Grill oltre agli apprezzamenti ha però ricevuto anche alcune critiche: le vie da lui aperte, secondo alcuni, sarebbero infatti solo in apparenza alpinistiche, ma in realtà banali, con appigli scavati, sovraccaricate da cordoni in clessidre e soste fatte con legna (oltretutto considerate pericolose).

## Onorificenze nel settore alpinistico
Nel 1977 Heinz Grill ha ricevuto il premio del Moschettone d'Oro dal Club Alpino tedesco di Wasserburg.
Il premio Silla Ghedina per la migliore scalata dolomitica è stato assegnato a Heinz Grill due volte: nel 2011 con i compagni Franz Heiss, Martin Heiss e Florian Kluckner per la via "Collaborazione" e nel 2017 per la via "Ciavazes Integrale"  con i compagni Edy Rabanser, Ivo Rabanser, Martin Heiß e Barbara Holzer.
Nel 2017 Heinz Grill è stato nominato Academico del Club Alpino Accademico Italiano.
Nel 2024 la guida "Dolomiti. 53 itinerari raccontati. Esperienze di prime salite" di Heinz Grill, Florian Kluckner è stata premiata della giuria Guide di Leggimontagna.

## Opere principali
Heinz Grill scrive su argomenti di medicina, Yoga, architettura, spiritualità, filosofia, alpinismo e altri ancora (in tutto 138 pubblicazioni in tedesco),. Alcuni libri sono stati tradotti in italiano, tra cui:
- Arrampicare nella Valle di Sarca[40]
- La Nuova Volontà Yoga
- La dimensione dell'anima nello Yoga[41]
- L'alimentazione e la forza donatrice dell'uomo[42]
- L'idea di sintesi tra spiritualità e arte del costruire
- Mantenere sano lo spazio toracico: Una profilassi contro il cancro al seno dal punto di vista dello Yoga
- DOLOMITI 53 itinerari raccontati